# Shanice van de Sanden
Shanice van de Sanden (ur. 2 października 1992 w Utrechcie) – holenderska piłkarka, grająca na pozycji napastnika w meksykańskim CF Pachuca, wielokrotna reprezentantka Holandii.

## Kariera piłkarska

### Kariera klubowa
Wychowanka klubów VVIJ i SV Saestum. W 2008 roku rozpoczęła swoją karierę zawodową w miejscowym FC Utrecht. Sezon 2010/11 spędziła w Sc Heerenveen. Następnie przeniosła się do FC Twente. Po czerech i pół sezonach 4 lutego 2016 roku podpisała kontrakt z Liverpoolem. 29 sierpnia 2017 roku przeprowadziła się do Olympique Lyon. We wrześniu 2020 zmieniła francuski Division 1 na niemiecką Bundesligę, zasilając skład VfL Wolfsburg. 16 lipca 2022 roku wróciła do Liverpoolu.

### Kariera reprezentacyjna
14 grudnia 2008 roku zadebiutowała w holenderskiej kadrze narodowej w wygranym 2:0 meczu towarzyskim z Francją. Wcześniej broniła barw juniorskich reprezentacji Holandii. Występowała na wielu turniejach finałowych mistrzostw Europy i świata. Po zwycięstwie w UEFA Women's Euro 2017 cała drużyna została uhonorowana przez Premiera Marka Rutte i Ministra Sportu Edith Schippers tytułem Kawalera Orderu Oranje-Nassau.

## Sukcesy i odznaczenia

### Sukcesy klubowe
FC Utrecht
- zdobywca Pucharu Holandii: 2009/10

FC Twente
- mistrz BeNe League: 2012/13, 2013/14
- mistrz Holandii: 2012/13*, 2013/14*, 2014/15*, 2015/16
- zdobywca Pucharu Holandii: 2014/15

Olympique Lyon
- mistrz Francji: 2017/18, 2018/19, 2019/20
- zdobywca Pucharu Francji: 2018/19, 2019/20
- zdobywca Ligi Mistrzyń UEFA: 2017/18, 2018/19, 2019/20

### Sukcesy reprezentacyjne
Holandia
- mistrz Europy: 2017
- zdobywca Algarve Cup: 2018
- wicemistrz świata: 2019

### Sukcesy indywidualne
- kawaler Orderu Oranje-Nassau: 2017